# 진사 (광물)

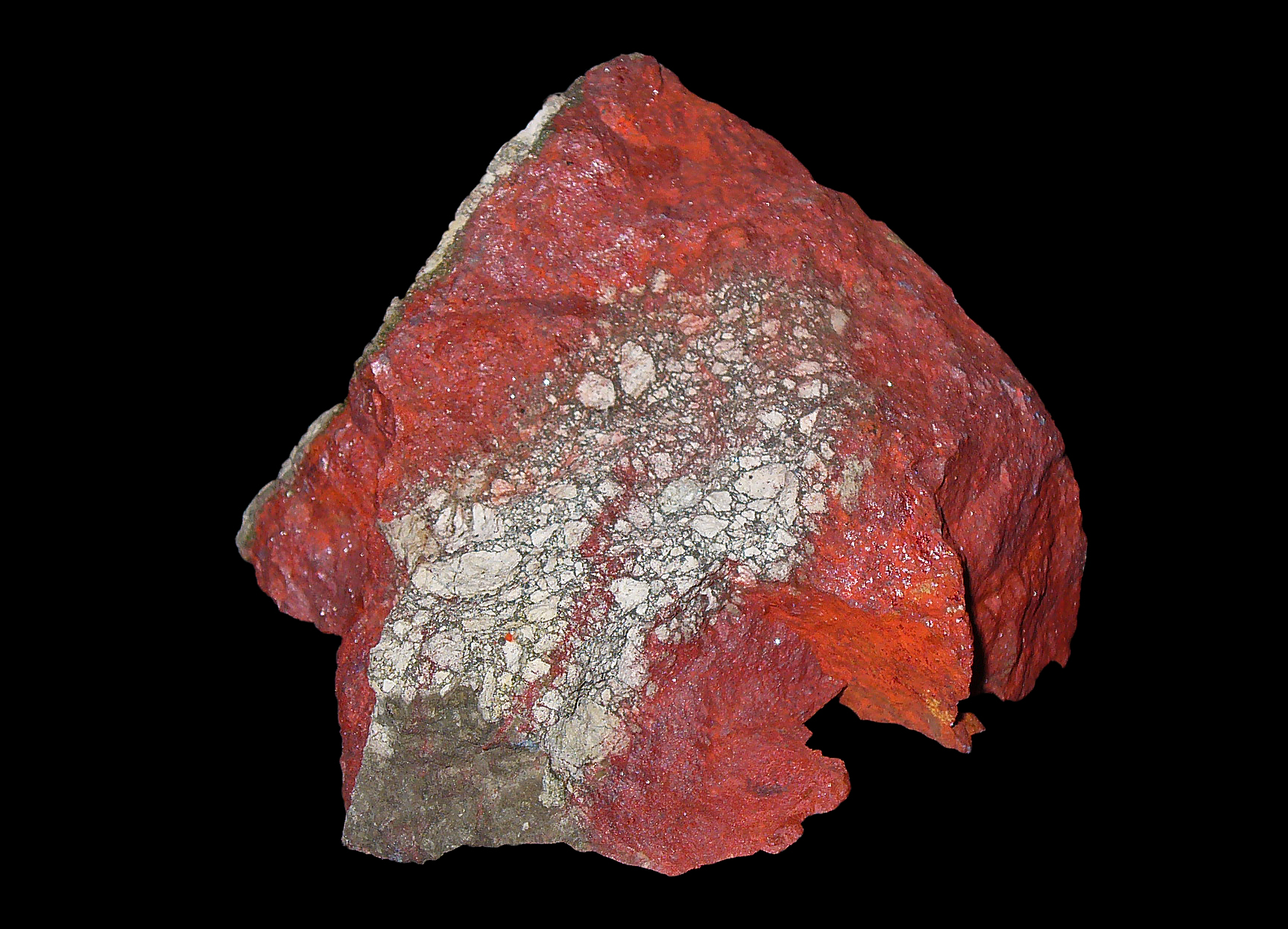
진사.

진사(辰砂, cinnabar 시너바[*], cinnabarite)는 화학식 HgS의 황화(2)수은으로 이루어진 적색 광물이다. 단주(丹朱), 주사(朱砂), 경면주사(鏡面朱砂), 단사(丹砂)라고도 한다. 강도 2. 구조적으로 진사는 삼방정계에 속한다.

## 용어
진사라는 한자 명칭 자체는 산지였던 중국 후난성의 진주(辰州)가 기원이다. 진사의 영어 낱말 cinnabar는 테오프라스토스가 여러 물질에 적용한 그리스어 낱말 κινναβαρι(키나바리)에서 왔다. 다른 출처에 따르면 이 용어는 기원을 알 수 없는 페르시아어 낱말 شنگرف shangarf에서 왔다. 라틴어에서는 레드 시나몬을 뜻하는 minium으로 알려져 있으나 이 두 용어는 현재 사산화 삼납을 가리키는 용어로 쓰인다.

## 성질
진사는 일반적으로 거대한 알갱이 모양 또는 흙과 같은 형태로 발견되며 밝은 주홍에서 벽돌색까지 다양한 색을 띠지만 때로는 비금속 금강 광택이 있는 결정에서도 발생한다. 진사는 복굴절을 나타내며 광물 중에서 두 번째로 높은 굴절률을 가지고 있다. 평균 굴절률은 3.08 (나트륨 광 파장)이며, 진사의 굳기는 모스 굳기계로 2.0–2.5이고 비중은 8.1이다.

## 같이 보기
- 광물 목록
- 주색